# Muzeul Unirii din Iași
Muzeul Unirii este un important muzeu național din municipiul Iași. 
Clădirea este monument istoric și de arhitectură, construită între 1800 - 1806, în stil neoclasic. Casa Catargiu, azi adăpostind
Muzeul Unirii, a fost proprietatea mai multor familii boieresti precum  logofătul Costache Catargiu, hatmanul Constantinică Palade, spătarul Mihalache Cantacuzino-Pașcanu (1791-1857).
Între 1859-1862 a fost reședința domnească a primului domnitor al Principatelor Unite - Alexandru Ioan Cuza iar între anii 1916-1919, devine
reședință a regelui Ferdinand.
Astăzi muzeul expune piese de istorie evocând Revoluția de la 1848 și Unirea Moldovei cu Țara Românească din 1859 (documente, piese de mobilier și obiecte de decorație interioară, obiecte ce au aparținut lui Al. I. Cuza, Mihail Kogălniceanu, Vasile Alecsandri și altor personalități ale epocii).
Muzeul a fost deschis pentru public în anul 1959, cu ocazia sărbătoririi centenarului Unirii Principatelor Române din 1859.
Clădirea muzeului este declarată monument istoric, având codul IS-II-m-A-03930.